# Château de la Troussière
 (décembre 2024).
Le château de la Troussière est situé dans la commune de Louverné, dans le département de la Mayenne, dans la région Pays de la Loire en France.  Il est situé à 300 mètres du bourg, sur l'ancienne route de Mayenne.

## Toponymie
- La court de la Troussière, 1457 (Archives nationales, R/5. 383).
- La chastellenie de la Troussière, 1571 (Tit. de Vaubernier).
- Le baron de la Troussière, 1655 (Registre paroissial de Martigné).
- La Troussière, château (Jaillot) ; ferme (Cassini).

## Histoire
Jusqu'au XVe siècle, la Troussière n'était qu'une simple ferme. Sur le bord du grand chemin de Paris en Bretagne, sur un point culminant avec large horizon vers l'ouest. Les seigneurs de la Chapelle-Rainsouin s'y bâtirent un manoir qui fut le centre d'un vaste domaine. Au XVe siècle, il se fait de nombreux voyages de la Chapelle-Rainsouin à Louverné ; on y envoie des provisions, des messages, des matériaux de construction. 
On y voyait en 1530 : « maison seigneuriale, manable avec tous les logis et granges, jardins, vergers, bois de haute fustaye, trois mestairies. La Cour, la Frilouzière et la Métrière ; les fiefs et seigneuries de la Marche et de la Merveille, soixante livres de cens et devoirs, quatre cents boisseaux d'avoine, soixante-seize boisseaux de seigle, le bois de Gondin de cinq cens journaux » complétaient la tenue. 
A la maison seigneuriale, dit-on en 1688, était « un degré de pierre de taille en forme de vis dans une tour de mur hors d'œuvre, un portail à l'entrée de la cour, sans porte, un grand bâtiment y joignant en ruine. » Seul le « portail sans porte » était encore debout. Avec ses deux rangs de claveaux en pierre de taille chargés d'un troisième cintre en moellons ; il est abbatu à la fin du XIXe siècle.
La croix de la Troussière était sur le grand chemin de Bretagne. La procession de la Fête-Dieu s'y rendait, suivant une fondation ancienne. Supprimée par la rectification de la route, elle a été réédifiée du côté opposé à sa place primitive.
François de la Chapelle et Renée de Launay, sa femme, avaient leurs noms sur une cloche de 1571, brisée en 1860 ; mais le tombeau de ce seigneur de la Troussière n'était pas à Louverné ; on le voit dans la chapelle du Château de Varennes-l'Enfant, daté de 1606.  Une colonne de Chasseurs républicains pille la ferme le 15 juillet 1799.

## Propriétaires

### Famille de la Chapelle-Troussière
- Jean de la Chapelle-Troussière, fils puîné de René de la Chapelle et de Jeanne de Courcillon, fut l'auteur de la branche de la Troussière. Par contrat du 16 juin 1485, il épousa Françoise de Prunelé, et en secondes noces Christophette L'Enfant, héritière de Varennes, 1543.
- Antoine de la Chapelle-Troussière, issu du second lit, marié par contrat devant Tartroux, le 18 mai 1538, à Renée d'Anthenaise, mourut en 1560 ; la succession de sa veuve, qui testait en 1585, ne fut partagée qu'en 1594[2].
- François de la Chapelle-Troussière, chevalier de l'Ordre de Saint-Michel et enseigne de cinquante hommes d'armes, 1571, gentilhomme de la reine, 1586, épousa Renée de Launay, fille du seigneur de Chesnerue, fonda une première messe à Louverné, et mourut comme sa femme après 1600[3] Radegonde, sa fille, fut inhumée en 1578 dans l'Église Saint-Jouin de Pirmil.
- Philibert de la Chapelle-Troussière mourut sans alliance en juillet 1611.

### Famille de Beaumanoir
- Claude de Beaumanoir, fils de Jean de Beaumanoir, maréchal de France, mari de Renée de la Chapelle-Troussière, sœur du précédent, mourut le 7 février 1654, et sa veuve le 27 mars 1672.
- Claude de Beaumanoir, époux de Marie de Neuchèze, mourut le 10 mai 1676 et fut inhumé dans la Cathédrale du Mans ; sa veuve épousa Charles de Laurent de Beauregard et était douairière de Louverné en 1711.
- Louis, frère puîné du précédent, fut aussi titré baron de la Troussière ; il épousa roturièrement le 10 avril 1644 Jeanne Garnier, de Laval, d'où : Madeleine, 1655 ; Louis, 1657, nés au Ferré de Martigné ; Marie, confirmée à Évron par Philibert Emmanuel de Beaumanoir de Lavardin ; Jeanne, inhumée au cimetière de Saint-Tugal de Laval, 1677. Le père épousa en secondes noces Esther de Domagné. Il était âgé de 60 ans, estropié d'un bras et exempt de l'arrière-ban en 1689, et mourut au Château de la Guenaudière le 25 mars 1696.
- La Troussière échut à Marie-Claude de Beaumanoir, nièce du précédent, femme de Pierre Emmanuel de Thibault, marquis de la Roche-Thulon, colonel d'un Régiment de Dragons. Antoinette-Marie-Françoise, leur fille, épousa son cousin Jean-Baptiste de Thibault. Marie-Claude de Beaumanoir, femme de Pierre-Emmanuel de Thibault, vend en cour du Châtelet à Marie de Neuchèze, son aïeule, 23 septembre 1692.
- Sa fille Françoise-Antoinette de Beaumanoir, exerce le retrait, 1718, et vend le 15 septemble 1719 à René-François de Farcy, conseiller au Parlement de Bretagne, et comme la dame de Valence avait acquis de son côté, chacun exerça les droits seigneuriaux jusqu'à l'acquisition définitive de 1752.

### Acquisitions successives
- Saisie depuis 1688, la Troussière fut acquise définitivement en 1718 par Marie-Catherine Bornet, veuve d'Humbert de Valence, remariée plus tard à Claude Grossemand d'Herminville, 1731.
- Jean-Jacques de Birague, qui avait épousé la sœur de Louis de Beaumanoir, voulut faire le retrait lignager en 1719, et le Comte de Laval céda son droit de retrait féodal pour 19.000 ₶ à René Arnoul, procureur au grenier de la Gravelle.
- Marie-Catherine Bornet s'adressait de son côté aux Ursulines de Laval pour vendre tout ou partie.
- Joseph Périer du Bignon, mari d'Anne Matagrin, fut enfin acquéreur ferme en 1752.
- À partir du XVIIIe siècle, le domaine a été morcelé.